# 狭山ヶ丘高等学校・付属中学校
狭山ヶ丘高等学校・付属中学校（さやまがおかこうとうがっこう・ふぞくちゅうがっこう）は、埼玉県入間市下藤沢に所在し、中高一貫教育を提供する私立高等学校・中学校。

## 設置形態

### 狭山ヶ丘高等学校
学年10クラス、全校では1200名が在籍。
- 難関国立進学コース（I類）

東京大学をはじめとした国立大学はもちろん、早稲田大学や慶應義塾大学などの難関私立大学合格も目指す。
- 特別進学コース（II類）

国公立大学・早慶上理・GMARCHなどの難関私立大学合格を目指す。
- 総合進学コース（III類）

部活動と勉学を両立させながら（部活動へ所属していない生徒も勿論います）日東駒専やGMARCH、その他中堅大学現役合格を目指す
- スポーツ・文化進学コース（Ⅳ類）

部活動（野球部・サッカー部・陸上部・女子バレーボール部・吹奏楽部）に重点を置きながら日東駒専やGMARCH、その他中堅大学進学を目指す

### 狭山ヶ丘高等学校付属中学校
- 付属中学校から入学した内部進学生は、高等学校に進学する際、高等学校から入学する外部進学生と1年間クラス編成を別に（I類扱い）し、それ以降は高等学校卒業まで外部進学生と混合で授業を受けることが発表された[1]。

## 沿革
狭山ヶ丘高等学校沿革に基づき記載。
- 1941年
  - 近藤ちよが洋裁研究所を開設。
- 1950年
  - 4月 - 飯能町（現・飯能市）に「飯能高等家政女学校」を開校。
- 1960年
  - 6月 - 武蔵町（現・入間市）の現在地へ「学校法人狭山ケ丘高等学校」として移転開校。
- 1963年
  - 男女共学となる。
- 1964年
  - 内観道場を校内に設置。自己観察法による非行対策教育を全国に先駆けてスタート。
- 1965年
  - 3月 - NHKの報道番組「現代の映像」に狭山ヶ丘の内観教育（自己観察教育）が取り上げられ、「非行への砦」と題して放映される。同月、学校教育内容の優秀さが認められ、文部大臣賞を受賞。
- 1969年
  - 3月 - 体育館完成。
- 1972年
  - 4月 - 学校法人名称を「学校法人狭山ケ丘学園」とする。同月、入間郡日高町（現・日高市）に付属として「さやまが丘幼稚園」を開園。
- 1975年
  - 8月 - 防音校舎増築完成。
- 1978年
  - 3月 - 特別教室を含む新校舎（初代2号館）完成。
- 1980年
  - 8月 - 講堂兼体育館完成。
- 1980年
  - 11月 - 創立者近藤ちよ、私学教育振興が認められ、文部大臣賞を受賞。昭和天皇・皇后と面会。
- 1981年
  - 2月 - 総合館（旧・2号館）新築。
- 1983年
  - 6月 - 特色教育振興のため茶室「悠久庵」完成。
- 1984年
  - 5月 - 近藤ちよ、自己観察教育確立および私学教育への貢献が認められ勲四等瑞宝章を授受。
  - 8月 - 狭山ケ丘学園スポーツスクールを入間市に開設。
- 1986年
  - 7月 - 狭山ケ丘学園練武場「攻々館」を建設。
- 1989年
  - 7月 - アメリカ合衆国（オレゴン州）での海外研修開始。
- 1991年
  - 6月 - 「潮総合グラウンド」完成。
- 1992年
  - 4月 - バルセロナオリンピックへ粕谷恭子参加。
  - 9月 - 学校5日制一部実施。
- 1995年
  - 7月 - イギリス（ハロゲート）での語学研修開始。
- 1996年
  - 9月 - 創設者近藤ちよ逝去。
  - 11月 - 小川義男、校長に就任。木下宏、学園理事長に就任。
- 1999年
  - 4月 - 新入生対象の「入学前英語特別予習ゼミ」開始
  - 11月 - 小川義男著「学校崩壊なんかさせるか！」（致知出版）出版。
  - 12月 - 小川義男がT-33A入間川墜落事故に関して学校通信「藤棚」に寄稿した「人間を矮小化してはならぬ」が反響を呼ぶ。
- 2000年
  - 2月 - 新校舎（現・1号館）が完成。
  - 3月 - タイへの修学旅行（第1回）実施。（〜2003年3月）
  - 4月 - 総合進学コース及び特別進学コースの2コース制とする。
- 2001年
  - 4月 - 小川義男著「『親ばか』『教師ばか』が『素直な子』を育てる」（小学館）出版。
- 2002年
  - 7月 - カナダ（バンクーバー）での海外研修開始。（ - 2017年現在）
- 2003年
  - 4月 - 新入生対象「英語・数学入学前特別指導」開始。
  - 7月 - 小川義男編、教職員共著による「あらすじで読む日本の名著」（中経出版）出版。発行部数80万部を突破。
  - 8月 - 「あらすじで読む日本名著」が、ベストセラーに。
  - 11月 - 「あらすじで読む日本の名著No.2」を出版。発行部数25万部を突破。
- 2004年
  - 1月 - 「あらすじで読む日本の名著」が大ベストセラーにNo.3まで発行された「あらすじで読む日本の名著」が、60万部を突破。テレビ各局で取り上げられる。
  - 2月小川義男監修「二時間目　国語」出版。（宝島社）
  - 3月 - カナダ・アメリカへ修学旅行。（バンクーバー、シアトル）
  - 5月 
    - 西武ドームで体育祭を開始。（〜2017年現在）
    - 小川義男「急所で読む中国の古典」出版。

  - 6月 - 「近藤ちよ記念内観教育研究所」開設。
  - 7月 - イギリス（ハロゲート）で海外語学研修実施。
  - 9月 - 小川義男「カリスマ校長の“名作の感動”を子どもとじっくり味わう本」出版。
  - 11月 - 小川義男「一冊で読む日本の名作童話」出版。
- 2005年
  - 3月 - イギリス・フランスへ修学旅行開始。
  - 4月 - 新入生対象「入学前英語・数学特別指導」実施（7回目）。
  - 7月 - カナダ（バンクーバー）で海外語学研修実施（11回目）。
  - 11月 - 小川義男　日本テレビ「世界一受けたい授業」初出演。
- 2006年
  - 1月 - 小川義男　日本テレビ「世界一受けたい授業」出演。
  - 3月 - フランス、イギリスへ修学旅行第2回実施（パリ、ロンドン）。上田清司埼玉県知事来校「講演」。
  - 4月 - 新入生対象「入学前英語・数学特別指導」実施（8回目）。
  - 5月 - 小川義男　日本テレビ「世界一受けたい授業」出演。
  - 7月 - 小川義男　埼玉西武ライオンズ対東北楽天ゴールデンイーグルス戦にて「始球式」を行う（西武ドーム）
  - 8月 - カナダ（バンクーバー）へ海外語学研修実施（12回目）。
- 2007年
  - 3月 - イギリスへ修学旅行実施（ロンドン・パリ）。
  - 6月 - 小川義男　著書「子ども家畜論―教育は問答無用でたたき込む」出版（中経出版）。
  - 7月 - カナダ（バンクーバー）へ海外語学研修実施。
  - 9月 - 小川義男　著書「文字のしずく」―朗読CD付　出版（祥伝社）。
  - 10月 - 北海道大学プロフェッサー・ビジット　南川雅男教授　講演「気候変動と人類活動」。
  - 12月 - 父母教室（公開講座）小川義男校長　講演会「お子さまの進路をどのように指導するか」。
- 2008年
  - 3月 - イギリスへ修学旅行実施。
  - 4月 - 小川義男　講演会「お子さまを国語の天才に育てる方法」。
  - 7月 - カナダ（バンクーバー）へ海外語学研修実施（14回目）。
- 2009年
  - 1月 - 小川義男　著書「名物校長の教育論」出版（明成社）。
  - 2月 - 父母教室（公開講座）アルピニスト（登山家）野口健氏　講演「富士山から日本を変える」。
  - 3月 - フランス、イギリスへ修学旅行実施（パリ、ロンドン）。
  - 4月 - 2009年度から4つの類（コース）に。（ - 2015年度）
  - 7月 - カナダ（バンクーバー）への海外研修　新型ウイルス流行のため中止。
- 2010年
  - 2月 - 父母教室（公開講座）元拓殖大学総長　小田村四郎先生講演「敗戦後の状況と今日の政治状況」。
  - 3月 - 2010年完成新校舎新校舎（現・3号館）完成。
  - 4月 - 小川義男　埼玉県私立中学高等学校協会会長　就任。
- 2011年
  - 2月 - 父母教室（公開講座）元東京大学教授　西部邁先生講演「尖閣諸島事件から何を学ぶか」。
  - 3月 
    - フランス、イギリスへ修学旅行実施。
    - 語学研修（イギリス）実施。

  - 5月 - 小川義男　著書「大人になると面白い！学校で習った古文・漢文」出版（洋泉社）。
- 2013年
  - 3月 - 2012年度第6回埼玉県私立学校審議会により狭山ヶ丘高等学校付属中学校設置認可が答申される。
  - 4月 - 狭山ヶ丘高等学校付属中学校開校。
- 2014年
  - 3月 - 狭山ヶ丘学園総合グラウンド、新体育館が完成。
  - 9月 - 創立者　近藤ちよの生誕100周年を記念して「桜梅桃李」が刊行される。
  - 12月 - イギリスへ修学旅行実施。
- 2015年
  - 3月 - 現・2号館が完成。
  - 4月 - 2015年度よりスポーツ進学コース（IV類）廃止。
  - 12月 - パリ同時多発テロ事件の脅威によりニュージーランドへ修学旅行先が変更し翌年2月に見送りへ。
- 2016年
  - 2月 - ニュージーランドへ修学旅行実施。

## 主な学校行事
- 吹奏楽部　定期演奏会（6月上旬）
- 体育祭（6月上旬または中旬、西武ドーム）
- 夏期講習(7月下旬、8月下旬の15日程度）
- 狭丘祭（9月上旬）
- 芸術鑑賞会（10〜11月頃） 
  - 内容については毎年異なる
- 冬期講習(12月下旬に5日程度）

## 学年ごとの行事
- 高校1年生
  - 校外学習
  - スキー教室（12〜2月に3泊4日）
- 高校2年生
  - 校外学習
  - 修学旅行(主にイギリス・フランスなど海外)

## 部活動
通常の部・クラブ・同好会のほか、Ⅰ類の生徒は原則として入部できず、特に力を入れている「強化部」がある（太字で表示している部活）。また、運動部には中学生の入部を認めていない部や、高校生と別に活動している場合もある。
陸上部は、過去に全国高校駅伝へ出場したこともある古豪である。女子バレーボール部は、安定して県上位、関東大会に進出する県内屈指の強豪である。2024年高校総体初出場を果たした。さらに第77回春の高校バレー初出場を果たす。
サッカー部も、近年度々県内ベスト4進出を果たしており、Jリーガーも輩出している。
野球部は、令和2年度夏季埼玉県高等学校野球大会において初優勝を果たした。本大会は埼玉県独自の大会であるため、初の甲子園出場は果たせなかったが、春夏秋を通して初の埼玉県大会制覇となった。
吹奏楽部は、現在まで（2025年7月）に全日本吹奏楽コンクールにて全国大会に5回出場し、　　　　　　　　　　　　　　　　　　　　　　　　　　　　　　金賞を3回受賞し、文化部唯一の強化部として日々意欲的に活動している。
運動部
- 陸上部
- 野球部
- 女子バレーボール部
- サッカー部
- 弓道部
- 卓球部
- 合気道部
- 男子バドミントン部
- 女子バドミントン部
- 男子バスケットボール部
- 女子バスケットボール部
- 男子硬式テニス部
- 女子硬式テニス部
- アメリカンフットボール部
- 薙刀部
- 創作ダンス部
- 剣道部

文化部
- 吹奏楽部
- インターアクトクラブ（IAC）
- 家庭科部
- 茶道部
- 創作研究部
- 美術部
- 放送部
- 科学部
- 文芸部
- 演劇部
- 合唱部
- 書道部
- 軽音楽部
- 囲碁将棋同好会
- 漢詩俳句同好会
- 写真同好会
- 交通研究会
- 歴史研究会
- 英語愛好会
- クイズ愛好会
- ディベート愛好会

## 大学合格実績水増し問題
2007年（平成19年）8月に大学合格実績水増し問題が発覚した。2000年（平成12年）から成績優秀者の大学受験料を負担していた。1人で13大学・38学部・学科に合格した生徒もいる。同校はMARCH187人などと校門脇に合格者名をいれて掲示している。ホームページでは延べ人数を公開しており、MARCHは「前年比140%と急増」とPRしている。2008年（平成20年）も大学受験料負担をしていた。（毎日新聞2008年1月30日付）

## 著名な卒業生
- 黄川田賢司 - 元サッカー選手
- 竹下宏太郎 - 振付師、俳優
- 浜谷健司（ハマカーン）- お笑い芸人
- 天宮菜生（元宝塚歌劇団）
- 若林学歩 - サッカー選手
- 米倉忠信 - 元プロ野球選手(ジャイアンツ)
- 粕谷恭子- 元競泳選手、1992年バルセロナオリンピック日本代表

## アクセス
- 西武池袋線 武蔵藤沢駅より徒歩約15分。
- 西武新宿線 入曽駅、西武新宿線 狭山市駅、JR八高線 箱根ケ崎駅、東武東上線・JR川越線川越駅よりスクールバス。

## 併設校
- さやまが丘幼稚園（日高市）